# Nikki Brammeier
Nikki Brammeier (* 30. Dezember 1986 als Nikki Harris in Derby) ist eine ehemalige britische Radrennfahrerin.

## Sportlicher Werdegang
In ihrer Jugend probierte sich Harris in mehreren Radsport-Disziplinen, ihre Vorliebe galt dem Cyclocross. Mit 18 Jahren wurde sie im Bahnrad-Weltcup von Manchester eingesetzt. Aufgrund der positiven Ergebnisse widmete sie sich dieser Sportart zunächst weiter und fuhr unter anderem in den Bahnradsport-Weltmeisterschaften 2005. Nach zwei Jahren entschied sie jedoch, sich wieder dem Cyclocross zu widmen.
In den 2010er Jahren gehörte Harris zur Weltspitze ihrer Disziplin. Sie holte vier Medaillen bei Cyclocross-Europameisterschaften, ebenso oft gewann sie die britischen Meisterschaften. Bei den Weltmeisterschaften war sie von 2012 bis 2019 sechsmal unter den besten Zehn, wobei ein vierter Platz 2015 ihr bestes Ergebnis war. Ihre wichtigsten Siege erzielte sie im Hotondcross 2013, den sie ihrer zuvor verunglückten Teamkameradin Amy Dombroski widmete, sowie im Citadelcross 2015, einem Rennen des Weltcups.
Im Sommer fuhr Harris Cross-Country-Mountainbikerennen, wo sie mehrmals auf dem Podium der britischen Meisterschaften war, darunter mit einem Sieg 2012. Nachdem sie Straßenrennen bis dahin nachrangig betrieben hatte, verpflichtete sie sich Ende 2015 bei Boels-Dolmans mit dem Ziel, sich für das olympische Straßenrennen 2016 zu empfehlen, das sie auf dem 52. Rang beendete.
2016 heiratete Harris ihren langjährigen Lebensgefährten, den Rennfahrer Matt Brammeier, und nahm dessen Nachnamen an. 2017 beendete sie ihre Tätigkeit für Boels-Dolmans und kehrte in den Cyclocross zurück. Mitte 2019 beendete sie ihre Karriere wegen einer Schwangerschaft. Ihre Tochter kam noch im selben Jahr zur Welt. Nach einer mehrjährigen Pause nahm sie auf privater Basis mehrfach an Rennen in Großbritannien teil, darunter den Cyclocross-Landesmeisterschaften.

## Erfolge

### Cyclocross
2012/2013
 Europameisterschaften
 Britische Meisterin
2013/2014
 Europameisterschaften
Bpost Bank Trofee – Ronse
2014/2015
 Europameisterschaften
2015/2016
 Europameisterschaften
 Britische Meisterin
Weltcup – Namur
2016/2017
 Britische Meisterin
2018/2019
 Britische Meisterin

### Mountainbike
2012
 Britische Meisterin – Cross-Country XCO